# Flaga Republiki Zielonego Przylądka
Flaga Republiki Zielonego Przylądka – uchwalona 22 września 1992. Symbolizuje rozpad stosunków z Gwineą Bissau. 10 gwiazd na fladze symbolizuje 10 głównych wysp Republiki Zielonego Przylądka. Barwa niebieska symbolizuje ocean i niebo. Paski biały i czerwony symbolizują pokój i wysiłek. Są w stosunku 6:1:1:1:3.

W czasach, gdy Wyspy Zielonego Przylądka były kolonią portugalską, ich flaga była tożsama z flagą Portugalii, choć proponowano osobne flagi.

Flagi historyczne
Flaga z czasów portugalskiego kolonializmu
Propozycja flagi z 1932 r. autorstwa Afonso Dornelasa
Propozycja flagi z 1965 r. autorstwa Almeidy Langhansa
Flaga z lat 1975–1992